# Mellicta plotina
Mellicta plotina är en fjärilsart som beskrevs av Braemer 1861. Mellicta plotina ingår i släktet Mellicta och familjen praktfjärilar. Inga underarter finns listade i Catalogue of Life.